# Hespèria (nimfa)
Hespèria (en grec antic: Ἑσπερίη) va ser, segons la mitologia grega, una nimfa filla del déu-riu Cebrè.
Segons Ovidi, Èsac, un fill de Príam, vivia al camp prop de Troia i un dia va topar-se amb la nimfa Hespèria, filla de Cebrè, i se'n va enamorar, però la nimfa va morir per la picada d'una serp i Èsac, desesperat, es va llançar de cap al mar. Mentre queia, va aparèixer la seva besàvia Tetis i el va convertir en un cabussó.